# Nawojka
Nawojka var en polsk kvinna som enligt legenden klädde ut sig till man för att studera vid Krakowuniversitetet. Hon anses ha varit Polens första kvinnliga universitetsstudent. Universitetet i Krakow gav inte tillstånd till kvinnor att studera förrän år 1897, och hålla akademiska positioner förrän 1906: dess första dormitorium för kvinnor fick sitt namn efter Nawojka (1936). En gata i Krakow har namngetts efter henne. 
Hennes historia nedtecknades av abboten Martin av Leibitz (död 1464) i Wien cirka 1429. Det finns flera olika versioner av berättelsen. Nawojka klädde ut sig till man för att kunna studera på universitetet, eftersom kvinnliga studenter inte togs emot där. Hon studerade under namnet Andrzej eller Jakub. Hennes studieresultat ska ha varit utmärkta och hennes uppförande problemfritt. Efter hennes avslöjande underkastades hon såväl som hennes lärare och studiekamrater förhör av myndigheterna. Tillfrågad varför hon hade gjort detta, svarade hon: "Av kärleken till lärandet". Det fanns inga klagomål på vare sig hennes studieresultat eller moral, men domstolen ville inte släppa henne ostraffad. Enligt levnadstecknaren Martin av Leibitz ansökte hon om att föras till ett kloster, vilket beviljades, och hon blev där lärare i klosterskolan och så småningom abbedissa. Det är debatterat om huruvida denna historia är verklig eller enbart en legend: om den är sann, bedöms hon ha varit elev i Krakow omkring 1407-1409.  